# نشان غیرنظامی آلفونسوی دهم
نشان غیرنظامی آلفونسوی دهم دانا (اسپانیایی: Orden Civil de Alfonso X el Sabio‎) یک نشان کشوری غیرنظامی در اسپانیا است که در سال ۱۹۳۹ تأسیس شد و مشارکت‌های برجستهٔ آموزشی، علمی، فرهنگی، پژوهشی و آموزش عالی را به رسمیت می‌شناسد.
این نشان در اصل در ۲۳ مه ۱۹۰۲ با فرمان سلطنتی به عنوان «نشان آلفونسوی دوازدهم» ایجاد شد تما در سال ۱۹۸۸ مورد تجدید نظر قرار گرفت و نام فعلی به آن داده شد. نوآوری اصلی اصلاحات انجام‌شده در ۱۹۸۸ این بود که رویه انتخاب و اهدای جایزه قبلی را در جداسازی دستاوردهای زن و مرد متوقف کرد و بدین وسیله تبعیض جنسی آشکار را حذف کرد.

## مدال رسمی
| مدال رسمی    |              |                             |                             |         |         |
|              |              |                             |                             |         |         |
| گلوبند (طوق) | گلوبند (طوق) | صلیب بزرگ و فرمانده با پلاک | صلیب بزرگ و فرمانده با پلاک | فرمانده | فرمانده |
|              |              |                             |                             |         |         |
| صلیب         | صلیب         | صلیب                        | مدال                        | مدال    | مدال    |